# Adnan Kassar
Pour les articles homonymes, voir Kassar, Cassar, Cassard et Cassard.
 (mai 2025).
Si vous disposez d'ouvrages ou d'articles de référence ou si vous connaissez des sites web de qualité traitant du thème abordé ici, merci de compléter l'article en donnant les références utiles à sa vérifiabilité et en les liant à la section « Notes et références ».
Adnan Kassar, en arabe : عدنان وفيق القصار (ʿAdnān Wafīq al-Qaṣṣār), est un homme d’affaires et un homme politique libanais né en 1930 à Beyrouth et mort le 2 mai 2025.
Diplômé de droit en 1951 de l’Université Saint-Joseph de Beyrouth, il entre vite dans le monde des affaires. Il possède plusieurs entreprises dont la banque libanaise Fransabank. Il devient dans les années 1970 président de la Chambre de commerce, d’industrie et d’agriculture de Beyrouth et ne quittera ce poste qu’en 2005. Il a le poste de président de l’Union générale des chambres de commerce, d’industrie et d’agriculture des pays arabes.
Adnan Kassar a réussi à maintenir de bonnes relations avec toutes les forces politiques du Liban et son nom est évoqué à plusieurs reprises dès 2000 pour occuper le poste de Premier ministre. En octobre 2004, il est nommé ministre de l’Économie et du Commerce au sein du gouvernement d'Omar Karamé. C’est l’un des rares ministres du gouvernement qui ne sera pas attaqué par l’opposition après l’assassinat de Rafiq Hariri.
Adnan Kassar retrouve un poste ministériel en novembre 2009, comme ministre d'État sans portefeuille proposé par le président Michel Sleiman au sein du gouvernement d'union nationale de Saad Hariri.
Son nom est cité en novembre 2017 dans les révélations des Paradise Papers,.